# O Xallas
O Xallas és una comarca de Galícia situada a la província de la Corunya. Limita amb Bergantiños, la Terra de Soneira i la comarca de Fisterra al nord, amb la comarca de Muros a l'oest, i la comarca de Noia, A Barcala i la comarca de Santiago a l'est. En formen part els municipis de:
- Mazaricos
- Santa Comba